# Peruphasma nigrum
Peruphasma nigrum is een insect uit de orde Phasmatodea en de familie Pseudophasmatidae. De wetenschappelijke naam van deze soort is voor het eerst geldig gepubliceerd in 2002 door Conle & Hennemann.